# Hippomedon nasutus
Hippomedon nasutus is een vlokreeftensoort uit de familie van de Lysianassidae. De wetenschappelijke naam van de soort is voor het eerst geldig gepubliceerd in 1923 door Stephensen.